# Manninger Jenő (politikus)
Manninger Jenő (Budapest, 1955. július 30. –) magyar építőmérnök, politikus; 2002 és 2022 között a Fidesz – Magyar Polgári Szövetség országgyűlési képviselője, 2022-től Keszthely város polgármestere.

## Életrajz

### Tanulmányai
1980-ban végzett a Budapesti Műszaki Egyetem Építőmérnöki Karának építőmérnök szakán.
Francia és angol nyelvekből C-típusú középfokú nyelvvizsgája van.

### Politikai pályafutása
1990 és 1998 között Budapest Főváros Önkormányzata fővárosi közgyűlésének tagja. 1998. július 14. és 2002. május 26. között közlekedési és vízügyi minisztériumi politikai államtitkár. 2002. december 18-án a Fidesz – Magyar Polgári Szövetség frakcióvezető-helyettese. 2006 és 2014 között a Zala Megyei Önkormányzat közgyűlésének elnöke.
2002. május 15. és 2022. május 1. között a Fidesz – Magyar Polgári Szövetség országgyűlési képviselője.
Miután a 2022-es magyarországi országgyűlési választáson Keszthely polgármesterét, Nagy Bálintot országgyűlési képviselővé választották, lemondott polgármesteri tisztségéről; az időközi választáson a Fidesz–KDNP Manninger Jenőt indította. Keszthely 775 éves születésnapján, 2022 júniusában két évtizedes országgyűlési munkájának elismeréséül Keszthely díszpolgárává választották. Június 26-án – egyedüli jelöltként – megválasztották a város polgármesterévé. 